# Dedalide
Dedalide (in greco antico: Δαιδαλίδαι?, Daidalídai) era un demo dell'Attica collocato a nord di Alopece, a sud-est di Atene.
Il nome "Dedalide" era usato spesso per indicare gli scultori per antonomasia con Dedalo, il costruttore del labirinto di Cnosso. Socrate, in due dialoghi di Platone, afferma di discendere da Dedalo, molto probabilmente sfruttando quest'antonomasia, per cui i suoi antenati sarebbero stati scultori.
A Dedalide, quindi, potrebbe essere stato venerato un artigiano di nome Dedalo come eroe eponimo, che molto probabilmente non era lo stesso del Dedalo della mitologia. Ci è giunta notizia nelle fonti della presenza di un santuario chiamato Dedaleion.